# Pietrowka (michajłowskoje sielskoje posielenije)
Pietrowka (ros. Петровка) – wieś w Rosji, w obwodzie rostowskim, w rejonie celińskim. W 2010 liczyła 231 mieszkańców.